# Cook Islands Round Cup 2019
Der Cook Islands Round Cup 2019 war die 49. Spielzeit des höchsten Fußballwettbewerbs der Cookinseln für Männer. Die Saison begann am 2. August 2019 und endete am 30. November 2019.
Titelverteidiger war der Tupapa FC, der auch in diesem Jahr den Titel gewinnen konnte.

## Modus
Am Cook Islands Round Cup nahmen in diesem Jahr sechs Mannschaften teil. Deshalb spielte jede Mannschaft dreimal gegen jede andere Mannschaft. Insgesamt wurden somit 15 Spieltage ausgetragen.

## Tabelle
| Pl. | Verein          | Sp. | S  | U | N  | Tore    | Diff. | Punkte |
| --- | --------------- | --- | -- | - | -- | ------- | ----- | ------ |
| 1.  | Tupapa FC (M)   | 15  | 11 | 3 | 1  | 060:120 | +48   | 36     |
| 2.  | Sokattack Nikao | 15  | 10 | 2 | 3  | 059:230 | +36   | 32     |
| 3.  | Puaikura FC     | 15  | 6  | 4 | 5  | 035:220 | +13   | 22     |
| 4.  | Titikaveka FC   | 15  | 5  | 3 | 7  | 023:520 | −29   | 18     |
| 5.  | Matavera FC     | 15  | 2  | 3 | 10 | 015:440 | −29   | 09     |
| 6.  | Avatiu FC       | 15  | 2  | 3 | 10 | 019:580 | −39   | 09     |

| (M) | amtierender Meister der Saison 2018 |